# Sutherland Springs
Sutherland Springs är en ort (unincorporated community) i Wilson County, Texas, USA. Orten ligger vid korsingen av vägarna U.S. Highway 87 och Farm Road 539, cirka 50 km öster om centrala San Antonio. 

## Masskjutningen 2017
Den 5 november 2017 vid 11.30-tiden gick en beväpnad man in i kyrkan First Baptist Church i Sutherland Springs och öppnade eld. 26 personer miste livet i denna attack.